# Masalia flavistrigata
Masalia flavistrigata là một loài bướm đêm trong họ Noctuidae.